# هراونفوسار
هراونفوسار (به لاتین: Hraunfossar) یک آبشار در ایسلند است که در Borgarbyggð واقع شده‌است.